# Bahatkivți, Terebovlea
Bahatkivți (în ucraineană Багатківці) este o comună în raionul Terebovlea, regiunea Ternopil, Ucraina, formată numai din satul de reședință.

## Demografie
Componența lingvistică a comunei Bahatkivți
     Ucraineană (99,56%)
     Alte limbi (0,44%)
Conform recensământului din 2001, majoritatea populației comunei Bahatkivți era vorbitoare de ucraineană (99,56%), existând în minoritate și vorbitori de alte limbi.